# صفی‌آباد (شاهسون‌کندی)
صفی‌آباد، روستایی از توابع بخش مرکزی شهرستان ساوه در استان مرکزی ایران است.

## جمعیت
این روستا در دهستان شاهسون‌کندی قرار دارد و براساس سرشماری مرکز آمار ایران در سال ۱۳۹۵، جمعیت آن ۱۱۰ نفر (۳۷ خانوار) بوده‌است.